# Raúl Magaña
Raúl Magaña Rodriguez (Cidade do México, 16 de Setembro de 1966) é um ator, modelo e cantor mexicano.

## Biografia
Começou sua carreira primeiramente como modelo, logo em seguida entrou para o CEA (Centro de Educação Artística da Televisa) em 1987 para trabalhar como ator. Como cantor, foi membro da banda Mestizo, com a qual gravou 3 CDs, que renderam 3 discos de ouro.
Pouco depois obteve a oportunidade de começar no teatro com a obra infantil "Pedro y el Lobo" e na comédia musical "A Chorous Line". 
Em sua trajetória Raúl Magaña esteve em 16 telenovelas entre elas se destacam: Velo de novia, Niña... amada mía, ¡Vivan los niños!, Cómplices al rescate, Cadenas de amargura e Por un beso. Em 2004 formou parte do elenco da telenovela infantil Misión S.O.S. aventura y amor, junto com Raúl Magaña atuaram como protagonistas as atrizes Galilea Montijo e Lilí Brillanti. De 2007 á 2012, Raul foi maestro do programa Se Vale, e posou nu tanto para o teatro, como também na obra ''Hot Line''
Em 2013, Raul voltou a atuar, na produção de Nathalie Lartilleux, na Televisa, a telenovela Corazón indomable interpretando o personagem Danilo 

## Trajetória

### Telenovelas
- Tres veces Ana (2016) ...... Ignácio Álvarez del Castillo
- Lo imperdonable (2015) ...... Alfredo Diaz
- Corazón indomable (2013) ..... Dr. Danilo Palma
- Llena de amor (2010) ..... Luis Felipe Ruiz y de Teresa
- La fea más bella (2006 - 2007) ..... Ariel Villarroel
- Misión S.O.S. (2004 - 2005) ..... Leonardo
- Corazones al límite (2004) ...... Professor Muñoz Nº 2
- Velo de novia (2003) ..... Lic. Efrian Vega
- Niña... amada mía (2003) ..... Danilo Duarte
- ¡Vivan los niños! (2002 - 2003) ..... Fabian
- Cómplices al rescate (2002) ..... Geraldo Ontiveros
- Navidad sin Fin (2001) .... Mauricio
- Por un beso (2000 - 2001) ..... David Díaz de León Lavalle
- Amigos X Siempre (2000) ..... Gerardo Domensaín
- Alma rebelde (1999) ..... Román
- Camila (1998) ..... Ivan Almeida
- Sin ti (1997) ..... Mauricio
- Te sigo amando (1996) ..... David
- Más allá del puente (1994) ..... Chiro
- Cadenas de amargura (1991) ..... Joaquín

### Teatro
- Pedro y el Lobo

### Comédia musical
- A Chorus Line

### Discografia
- Mestizo
- Moliendo Café / Tequila
- El Ruletero